# Il regno segreto
Il regno segreto è un romanzo fantasy di Philip Pullman del 2019, secondo libro della trilogia Il libro della polvere.  La storia è ambientata circa vent'anni dopo gli eventi de La belle sauvage e dieci anni dopo la conclusione della trilogia di Queste oscure materie.

## Trama
Lyra è una studentessa del St Sophia's College di Oxford, ma vive ancora al Jordan College. Il suo soccorritore vent'anni prima a La Belle Sauvage, Malcolm Polstead, ora è un accademico.
Lyra è arrivata ad ammirare le opere di due scrittori: Simon Talbot, un filosofo che afferma che la razionalità è tutto e che i daimon sono un'illusione; e il romanziere Gottfried Brande che allo stesso modo denuncia tutto tranne la pura ragione. Il suo daimon Pantalaimon disapprova entrambi.
Durante un'escursione notturna, Pan assiste all'omicidio di un uomo. Un biglietto all'interno del portafoglio dell'uomo li conduce a uno zaino contenente un diario e un taccuino di indirizzi.
L'uomo assassinato è Roderick Hassell, un botanico, e il diario è quello del suo collega, il dottor Strauss, che aveva studiato una rosa commercialmente importante il cui olio è collegato alla polvere. Strauss conserva queste informazioni dal Magistero, poiché sicuramente considereranno l'industria delle rose come eretica. Le tenute dei coltivatori di rose vengono attaccate da sconosciuti "uomini delle montagne" e Strauss e Hassell decidono di recarsi lì.
Il deserto di Karamakan, dove è concentrata l'industria, è di difficile accesso e tutti i visitatori sono costretti a lasciare i loro daimon alle spalle. Strauss chiede come le persone si riuniscano in seguito e viene informato di un luogo abitato da daimon separati chiamato "il Blue Hotel". Il gruppo raggiunge un vasto edificio rosso ben custodito, evidentemente di grande importanza. Gli viene detto che il prezzo di ingresso è "una vita" e Strauss viene ammesso. Hassell non lo vede mai più e torna a casa da solo con il diario di Strauss.
Il nuovo maestro del Jordan College, un dirigente farmacologico, dice a Lyra che deve rinunciare alle sue stanze. Gli agenti del Magistero li saccheggiano ma non riescono a trovare il contenuto dello zaino.
Lyra e Pantalaimon hanno una litigata ardente. Pan insiste sul fatto che i libri che Lyra sta leggendo l'hanno resa cieca agli elementi essenziali non razionali della vita, mentre Lyra disprezza con rabbia qualsiasi appello all'emozione. Pan scompare, lasciando un biglietto che dice "Sono andato a cercare la tua immaginazione".
Sconvolta, Lyra immagina che Pan possa andare al Blue Hotel e decide di seguirlo. I suoi vecchi amici, i gyziani, organizzano un passaggio sicuro fuori dal paese. Malcolm, nel frattempo, viene inviato da Oakley Street a recarsi a Karamakan.
Marcel Delamare, zio di Lyra e ambizioso cardinale del Magisterium, scopre che l'olio di rose permette alle persone di vedere la polvere. Chiede l'aiuto di un giovane aletometrista, Olivier Bonneville (figlio di Gerard Bonneville) per trovare Lyra, ma Bonneville lo sfida e parte senza autorità.
Assistendo di nascosto a un congresso del Magisterium a Ginevra, Malcolm parla con il filosofo Simon Talbot, senza rendersi conto di essere stato riconosciuto. Usando il congresso come pretesto, Delamere prende il potere supremo per se stesso. Malcolm viene a sapere che gli "uomini di montagna" sono finanziati da società farmaceutiche intente a controllare la fornitura di olio di rose.
Pantalaimon affronta l'autore Gottfried Brande nella sua casa di Wittenburg, ma è costretto ad andarsene quando Brande lo ignora. Viene catturato da Bonneville, ma riesce a scappare quando Bonneville viene brevemente arrestato dagli agenti del Magisterium. Pan incontra un giovane rifugiato di nome Nur Huda el-Wahabi che ha perso il suo daimon e decidono di viaggiare insieme al Blue Hotel.
Lyra viaggia attraverso l'Europa e l'Oriente, seguendo gli indirizzi nel taccuino di Hassell e aiutata dai sostenitori di Oakley Street, molti dei quali sono stati separati dai propri daimon. A Smirne, Lyra viene aiutata ad adottare un travestimento e a Malcolm manca solo lei. Viene colpito all'anca da un agente del Magisterium, ma riesce a proseguire con difficoltà. Lyra viene aggredita sessualmente da alcuni soldati mentre prende un treno per Seleukeia. All'arrivo, assume una guida, Abdel Ionides, che la conduca attraverso il deserto fino alla zona isolata di rovine conosciuta come il Blue Hotel.
Bonneville, che ha seguito Lyra, sta per spararle quando viene impedito da Ionide che gli consiglia di "lasciarla in vita per ora" poiché sarà la chiave di un grande tesoro che si trova a tremila miglia a est. Lyra viene accolta da Nur Huda, che le dice che "ti stavamo aspettando".

## Edizioni
(IT) Philip Pullman, Il regno segreto, in Il libro della polvere, traduzione di Barbara Ronca, illustrazioni di Christopher Wormell, Milano, Salani, 2020  [2019], ISBN 978-88-93814-11-9.